# Colossendeis wilsoni
Colossendeis wilsoni är en havsspindelart som beskrevs av Calman, W.T. 1915. Colossendeis wilsoni ingår i släktet Colossendeis och familjen Colossendeidae. Inga underarter finns listade i Catalogue of Life.